# Constitución de Guatemala de 1879
La Constitución de la República de Guatemala de 1879 fue la ley fundamental de la República de Guatemala entre 1879 y 1944.  Fue emitida para satisfacer las necesidades del presidente Justo Rufino Barrios, quien ya había sido presidente desde 1873 y a quien le correspondió el primer mandato constitucional de seis años, que habrían terminado en 1886, pero que quedaron truncados cuando murió el 2 de abril de 1885 en la batalla de Chalchuapa.  La constitución fue modificada en 1887 por el presidente Manuel Lisandro Barillas y luego en 1897 por el presidente José María Reina Barrios, este último para extender su mandato hasta 1902, pero que también quedó truncado cuando fue asesinado el 8 de febrero de 1898.
Entre las características de la constitución se encuentra que solamente se consideraban como ciudadanos aquellos que supieran leer y escribir o que tuvieran profesión u oficio, dejando excluidos a la gran mayoría indígena del país, que era analfabeta.  También garantizaba un trato digno y justo para los presos, lo que fue violentado una y otra vez por todos los regímenes que gobernaron sobre la base de ella, especialmente los del mismo Barrios, y los del licenciado Manuel Estrada Cabrera y del general Jorge Ubico.

## Principales artículos
La Constitución fue decretada en 11 de diciembre de 1879 y el Poder Ejecutivo le puso el "Ejecútese" el 12 de diciembre del mismo año.  Por su parte, las reformas del 7 de noviembre de 1887 fueron aprobadas por el ejecutivo el mismo día, y al decreto número 4 del 8 de agosto de 1897, el mismo día de su emisión.
Los artículos con interés histórico en la constitución de 1879 son:

### Sobre la ciudadanía
De acuerdo a la constitución de 1879, eran ciudadanos:
- Los guatemaltecos mayores de veintiún años que sepan leer y escribir; ó que tengan renta, industria, oficio o profesión que les proporcione medios de subsistencia.
- Todos los que pertenecen al ejército, siendo mayores de dieciocho años
- Los mayores de dieciocho años que tengan un grado o título literario, obtenido en los establecimientos nacionales.[5]

### Educación
Se formalizó que la educación fuera laica y que la educación primaria fuera obligatoria:
| Artículo 18- La instrucción primaria es obligatoria; la sostenida por la Nación es laica y gratuita. |

### Concesiones
Los gobiernos liberales desde 1879 hasta 1944 se caracterizaron por otorgar concesiones a varias empresas y personas extranjeras, muchas veces en perjuicio de los intereses de la Nación.  Barillas hizo la concesión de la construcción del Ferrocarril del Norte de Guatemala a un ciudadano francés que no construyó los tramos requeridos, mientras que Reina Barrios dio la concesión a una empresa estadounidense que aunque logró significativos avances -pues llegó desde Puerto Barrios hasta San Agustín Acasaguastlán no pudo concluir el difícil tramo montañoso entre Acasaguastlán y la Ciudad de Guatemala- antes de la Exposición Centroamericana de 1897.  Por su parte, Manuel Estrada Cabrera y Jorge Ubico hicieron concesiones a la empresa estadounidense United Fruit Company y a sus subsidiarias International Railways of Central America y The Great White Fleet, las que tuvieron el monopolio de la producción de banano, del ferrocarril, de Puerto Barrios y del transporte de carga desde y hacia Guatemala.  Todas estas concesiones se basaron en este artículo de la constitución de 1879:
| Artículo 20 — El Ejecutivo podrá otorgar concesiones por un término que no pase de diez años á los que introduzcan o establezcan industrias nuevas en la República. |

En el caso de Estrada Cabrera y Ubico, ellos otorgaron concesiones a la UFCO por cien años.

### Religión
El pensamiento liberal era notorio por su anticlericalismo y oposición a la Iglesia católica y a la política administrativa y económica que esta había impuesto durante la época colonial y durante el gobierno de Rafael Carrera y Turcios y el Clan Aycinena.  Las autoridades conservadoras del gobierno de Rafael Carrera habían firmado un concordato con la Santa Sede para entregar a esta la educación del país y formalizar el diezmo obligatorio para el clero secular y la posesión de bienes a las órdenes regulares.  A partir de 1879 en Guatemala se prohibió a los miembros del clero intervenir en los asuntos políticos del país.
| Artículo 24 — El ejercicio de todas las religiones, sin preeminencia alguna, queda garantizado en el interior de los templos; pero ese libre ejercicio no podrá extenderse hasta ejecutar actos subversivos o prácticas incompatibles con la paz y el orden público, ni da derecho para oponerse al cumplimiento de las obligaciones civiles y políticas. Artículo 25 — Se garantiza el derecho de asociación y de reunirse pacíficamente y sin armas; pero se prohíbe el establecimiento de congregaciones conventuales y de toda especie de instituciones o asociaciones monásticas. |

La prohibición de las instituciones monásticas que estipuló la constitución de 1879 se mantuvo vigente incluso en la Constitución que le siguió, la promulgada por la Revolución de Guatemala de 1944 y no fue derogada sino hasta que el gobierno de Carlos Castillo Armas estaba en el poder luego del derrocamiento de Jacobo Arbenz Guzmán.  El arzobispo Mariano Rossell y Arellano cabildeó intensamente para que esto se derogara, y para que se permitiera que dichas agrupaciones pudieran poseer bienes en el país; esto quedó plasmado en la constitución de Guatemala de 1956.  Aunque publicara un escrito respecto a que la Iglesia Católica no buscaba privilegios en su lucha contra el gobierno de Arbenz, consiguió que tras el derrocamiento de este en junio de 1954, el gobierno del coronel Carlos Castillo Armas incorporara en la Constitución de 1956 lo siguiente, por primera vez desde 1879:
- la capacidad jurídica de la Iglesia Católica -y las de todos los otros cultos- para adquirir, poseer y disponer de propiedades, siempre y cuando se destinen para fines religiosos, de asistencia social o a la educación.[15]
- que se declarara optativa la educación religiosa en locales oficiales: en el artículo 97 de la Constitución se indica que la ley regularía lo relativo a la enseñanza religiosa en locales oficiales y que el Estado no la impartiría pero la declaraba optativa.  También garantiza la libertad de enseñanza en todos los otros establecimientos.[16]
- que el Estado contribuyera al sostenimiento de la educación religiosa: en el artículo 111 se indica que las instituciones privadas que impartan educación gratuita serán exoneradas de determinados impuestos fiscales y municipales en compensación por sus servicios.[17]
- que se declarara la posibilitad de que hubiese universidades privadas en Guatemala, siempre y cuando sus actividades académicas y títulos fueran aprobados por la Universidad de San Carlos de Guatemala.[18]

De esta forma, no fue sino hasta en 1956 la Iglesia Católica recuperó una parte del poder que perdiera en 1872, luego de que la Reforma Liberal expropiara las tierras, bienes y privilegios, en un ataque directo contra las órdenes del clero regular, ya que éstas eran los principales terratenientes del Partido Conservador de Guatemala de entonces.
Rossell Arellano restauró al Palacio Arzobispal y la residencia del Obispo Francisco Marroquín, en San Juan del Obispo, Sacatepéquez. En 1959 se realizó el Primer Congreso Eucarístico Centroamericano. Poco a poco logró el retorno de las órdenes religiosas a Guatemala y participó en varias sesiones del Concilio Vaticano II, organizado por el papa Juan XXIII.
El 6 de enero de 1960 el arzobispo de Guatemala Rossell y Arellano devolvió el complejo de San Francisco a los frailes franciscanos.

### Emisión del pensamiento
Aunque la Constitución lo garantizaba, los gobiernos dictatoriales que se instituyeron en el país eliminaron la libre emisión del pensamiento.  Solamente los gobiernos de Barillas y de Reina Barrios toleraron la libre emisión del pensamiento durante parte de sus gobiernos, mientras que durante los largos regímenes de Barrios -12 años -, Estrada Cabrera -22 años- y Jorge Ubico -14 años-, la prensa estuvo totalmente supeditada a las directrices del gobierno e incluso el presidente tenía su propio órgano semioficial, como el caso de Estrada Cabrera que tenía el Diario de Centro América y Jorge Ubico tenía El Liberal Progresista.
| Artículo 26- — Es libre la emisión del pensamiento por la palabra, por escrito y también por la prensa, sin previa censura. |

### Prisiones
Los siguientes son los artículos correspondientes a las garantías que tendrían quienes cayeran presos:
| Artículo 30- — Ninguno puede ser detenido o preso, sino por causa de delito o falta. La ley determina los casos y las formalidades para proceder á la detención o arresto." Artículo 31 — Todo detenido debe ser interrogado dentro de cuarenta y ocho horas; la detención no poihá exceder de cinco días; y dentro de este término, deberá la autoridad que la haya ordenado, motivar el auto de prisión o decretar la libertad del prevenido. Artículo 32- — A ninguno puede ponerse incomunicado, sino en los casos, por el término y con las formalidades que la ley establece; ni sujetársele á restricciones que no sean indispensables para su seguridad. Artículo 33 — No podrá dictarse auto de prisión, sin que preceda información sumaria de haberse cometido un delito que merezca pena corporal o pecuniaria, y sin que coacurran motivos suficientes según la ley, para creerse que la persona detenida es la delincuente. Artículo 35 — Ninguno puede ser obligado á declarar en causa criminal contra sí mismo, contra su consorte, ascendientes, descendientes y hermanos. Artículo 36- — Es inviolable en juicio la defensa de la persona y de los derechos, y ninguno podrá ser juzgado por tribunales especiales. |

Aunque estos artículos garantizaban la integridad física de los prisioneros, muchos de los gobiernos liberales recurrieron a torturas, intimidaciones y juicios especiales y secretos principalmente en contra de los presos políticos, quienes eran aquellos que eran considerados o acusados de ser opositores al régimen de turno, y que muchas veces eran víctimas de robo de propiedades o bienes por parte de autoridades.  La mayoría de vejámenes se realizaban en la Penitenciaría Central de Guatemala.

### Organización del Poder Legislativo
| Artículo 40 — El Poder Legislativo reside en la Asamblea Nacional. Artículo 41 — Se reunirá cada año, el primero de marzo, aun cuando no haya sido convocada. Sus sesiones ordinarias durarán dos meses y podrán prorrogarse á un mes más. |

Las atribuciones del legislativo, aparte de emitir las leyes correspondientes eran:
- Nombrar los Designados a la presidentecia en las últimas sesiones de cada año[28]
- Dar posesión al Presidente de la Ropública y recibirle la protesta de ley[28]

### Organización del poder ejecutivo
Los artículos 65 y 66 definían a quienes podían optar al cargo de presidente:
| Artículo 65- — Para ser elegido Presidente se requiere: 1. Ser natural de Guatemala o de cualesquiera de las otras repúblicas de Centro América 2. Ser mayor de veintiún años 3. Estar en el goce de los derechos de ciudadano; y 4. Ser de estado seglar. Artículo 66- — El período de la presidencia será de seis años. La persona que a virtud de elección popular o de lo dispuesto en el inciso 3- del artículo 52, haya ejercido el cargo de Presidente de la República, no podrá ser reelecta para éste, sin que intermedie, por lo menos, un período constitucional. |

Mientas que el artículo 72 lo hacía para los que pudieran optar al cargo de ministro:
| Artículo 72- — Para ser secretario de estado se requiere ser mayor de veintiún años y del estado seglar, hallarse en ejercicio de los derechos de ciudadano y no ser contratista de obras públicas, ni tener pendientes de resultas de esas contratas, reclamaciones de interés propio. Artículo 74- — La responsabilidad de los secretarios de estado es solidaria con la del Presidente por todos los actos de éste que autoricen con su firma. |

#### Consejo de Estado
| Artículo 79 - El Presidente de la República tendrá un Consejo de Estado, compuesto do los secretarios del despacho y de nueve consejeros, de los cuales cinco serán nombrados por la Asamblea y cuatro por el mismo Presidente de la República. Artículo 80 - El Presidente de la República puede nombrar consejeros interinos durante el receso de la Asamblea para las vacantes que ocurran. Artículo 81 — Para ser electo consejero se requiere tener más de veintiún años de edad y estar en el ejercicio de los derechos de ciudadano. Artículo 82 — Los consejeros durarán en el ejercicio de sus funciones dos años. Artículo 83 — Son atribuciones del Consejo: 1. Formar su reglamento de régimen interior; y 2. Dar su dictamen al Presidente de la República en todos los negocios que le consultare. Artículo 84-— Los consejeros de estado son responsables de los acuerdos que dieren contrarios á la Constitución y a las demás leyes. |

### Disposiciones transitorias 1879
Las disposiciones transitorias se reproducen a continuación, ya que demuestran como la constitución se adecuó a las necesidades del entonces presidente, Justo Rufino Barrios, quien ya llevaba siete años en el poder y quien resultó elegido para el primer período presidencial de seis años que se iniciaba en marzo de 1880:
| Artículo 1- — La presente Constitución comenzará a regir el 1- de marzo de 1880. Artículo 2- — El general don J. Rufino Barrios continuará ejerciendo el mando supremo de la República hasta el día en que tome posesión el Presidente electo para el primer período constitucional. Artículo 4- — La Asamblea Legislativa se instalará el 1 de marzo de 1880; y el Presidente electo tomará posesión el día 15 del mismo mes y año. Artículo 5- — El período constitucional de los magistrados y fiscales comenzará también el 15 de marzo de 1880. |

## Modificaciones de 1887
Artículos de la Constitución reformados por el decreto de 5 de noviembre de 1887 a solicitud del general Manuel Lisandro Barillas:
| Artículo 52- — Corresponde al Poder Legislativo: - 2- Hacer el escrutinio de votos para Presidente de la República y proclamar popularmente electo al ciudadano que hubiere obtenido mayoría absoluta de votos - 3- Elegir Presidente entre los tres candidatos que hayan obtenido el mayor número de sufragios en el caso en que no hubiere elección popular por falta de mayoría absoluta de votos: - 4- Nombrar los Designados en las últimas sesiones de cada año: - 6- Admitir o no, según lo estime conveniente, la renuncia que haga el Presidente de la República: - 7- Conceder o no permiso al Presidente de la República para ausentarse del territorio de Centro América y designar en este caso la persona que deba subrogarlo durante su ausencia. |

### Atribuciones dictatoriales para el ejecutivo
En 1887 el general Barillas suspendió las garantías constitucionales y asumió poderes dictatoriales amparado en las siguientes atribuciones del poder legislativo:
| - Conceder facultades extraordinarias al Ejecutivo cuando lo demande la necesidad o el interés de la República; determinando en el decreto cuáles son las facultades - Aprobar o reprobar los actos que hubiere practicado el Poder Ejecutivo en ejercicio de las facultades que se lo habían concedido |

### Designado a la presidencia
El período de la presidencia estipulado por la constitución de 1879 era de seis años. Una de las estipulaciones que más fue ignorada y que eventualmente fue modificada es la del designado a la presidencia.  En el caso de Justo Rufino Barrios, el designado era Alejandro M. Sinibaldi pero fue obligado a renunciar a los dos días; el designado de Reina Barrios era Manuel Estrada Cabrera quien tendría que haber convocado a elecciones en las que él no participaba pero se perpetuó por veintidós años en el poder; y en el caso de Lázaro Chacón el designado, general Mauro de León fue ignorado en favor de Baudilio Palma y eventualmente asesinado durante un golpe de Estado contra Palma.
| Artículo 69- — Habrá dos Designados electos por la Asamblea, para que, según el orden y en «1 caso que la Constitución expresa, sustituyan al Presidente de la República. |

Para ser electo Designado, se requieren las mismas calidades que para ser Presidente de la República. En caso de falta absoluta del Presidente de la República, el Poder Ejecutivo quedará á cargo del primer Designado, y en defecto de este, del segundo. El Designado, en tal caso, convocará á elección de Presidente, dentro de los ocho días que siguen al de la falta absoluta; entendiéndose que la elección no podrá recaer en el mismo Designado. Para ser secretario de estado se requiere tener más de veintiún años y estar en ejercicio de los derechos de ciudadano.

### Disposiciones transitorias 1887
Las disposiciones transitorias dejaron en efecto los tratados realizados por el gobierno de Barrios, especialmente el de límites con México, conocido como Tratado Herrera-Mariscal.  También el Concordato de 1884, que al final no fue corroborado por el gobierno de Barillas.
| Artículo 3- — Lo dispuesto en el artículo 5- de la Constitución, no obsta para que se concluyan los tratados que hoy estén pendientes y que se hubiesen ajustado bajo el imperio de las reformas hechas en octubre de 1885. Artículo 5- — Queda facultado el Ejecutivo para convocar á los pueblos á elecciones de diputados á la Asamblea Legislativa, y de Presidente, magistrados y fiscales de los tribunales de justicia para el período constitucional que comenzará el 15 de marzo de 1888, pudiendo emitir las leyes electorales que corresponden. Artículo 6- — La Asamblea Constituyente, antes de clausurar sus sesiones, nombrará las dos personas que deben desempeñar el cargo de Designado, basta que ]a próxima Legislatura elija las que corresponden, en uso de la atribución conferida en el inciso 4 del artículo 7 del presente decreto. |

### Nómina de diputados y ministros que firmó las reformas de 1887
La junta directiva de la Asamblea que firmó el decreto de reformas de 5 de noviembre de 1887 fue:
- Ramón Uriarte, diputado por Atitlán, Presidente.
- J. Pinto, diputado por El Quiché, primer Vicepresidente.
- José María Reina Barrios, diputado por Izabal, Lívingston —entonces el principal puerto guatemalteco en el Mar Caribe—, segundo Vicepresidente.
- Rafael Montúfar, Secretario, diputado por Chiquimula.
- Ramón A. Salazar, Secretario, diputado por Guatemala -futuro editor de La Ilustración Guatemalteca.
- M. Carrillo, Secretario, diputado por Huehuetenango.[40]

El gabinete que autorizó esta modificación estaba conformada de la siguiente forma:
- Presidente de la República: Manuel Lisandro Barillas Bercián
- Ministro de Gobernación y Justicia: Francisco Anguiano
- Ministro de Fomento: Salvador Barruria
- Ministro de Relaciones Exteriores: Lorenzo Montufar y Rivera
- Ministro de la Guerra: general Calixto Mendizábal
- Ministro de Instrucción Pública: Manuel A. Herrera.
- Ministro de Hacienda y Crédito Público: Mauricio Rodríguez.[40]

## Modificaciones de 1897
En 1897, tras el fracaso de la Exposición Centroamericana y la crisis económica de Guatemala tras la caída del precio internacional del café y de la plata que dejaron al país inmerso en una deuda considerable - conocida como la Deuda Inglesa - el presidente Reina Barrios convocó a un reducido número de diputados para que modificaran la constitución de modo que la reelección presidencial fuera permitida.  Como resultado, se alzó el exministro y excandidato presidencial Próspero Morales en el occidente del país, en la fracasada Revolución quetzalteca en septiembre de 1897, y hubo otra fallida invasión desde el oriente; al final, el presidente Reina Barrios fue asesinado el 8 de febrero de 1898.
Artículo 2- — El artículo 42 queda así: 
La Asamblea no puede dictar resoluciones con fuerza de ley, sin la concurrencia de la mayoría absoluta de los miembros de que se compone; pero para la apertura y clausura de sus sesiones, bastará la reunión de quince diputados; así como para la calificación de credenciales y para dictar todas las medidas conducentes á que no dejen de tomar posesión los electos y á que siempre haya mayoría en la Asamblea.
Entre las disposiciones transitorias, se incluyó la verdadera razón por la que se realizaron las enmiendas a la constitución: 
| Artículo 4- — Las presentes reformas á la Ley Constitutiva comenzarán á regir desde la fecha de su promulgación, fecha en que á la vez terminará la suspensión del régimen constitucional. Artículo 6- — El período constitucional del señor general don José María Reina Barrios terminará el quince de marzo de mil novecientos dos; y en consecuencia queda derogado el decreto número 350 de 10 de marzo del presente año expedido por la Asamblea Legislativa. |

Los diputados que fueron convocados para realizar las enmiendas, y que aparecen como firmantes de las mismas fueron:
- Mariano Cruz, Presidente
- Francisco González Campo, primer Vicepresidente.
- Arturo Ubico Urruela, segundo Vicepresidente.
- Joaquín A. Mandujano, primer Secretario.
- F. García, segundo Secretario.
- Manuel E. Vega, cuarto Secretario.
- Listado del resto de diputados firmantes: Carlos Herrera y Luna, Carlos Márquez, Juan P. F. Padilla, Emilio Ubico, Manuel Posadas, F. Briones, Luis García León, Antonio González Saravia, Francisco Amado, Ignacio G. Saravia, Jorge Vélez, F. Neri Prado, Antonio de Aguirre, José Rodríguez, Jorge Arrióla, F. Contreras B., J. Simón Aguirre, Luis Molina, Federico C. de la Peña, V. Sáenz, J. Antonio Godoy, P. Ramos, J. Eduardo Girón, E. Martínez Sobral, Salvador Osorio, Antonio Batres Jáuregui, M. A. Urrutia, José Domingo Sosa, V. Marroquín, Pedro Gálvez Portocarrero, Felipe de J. Quintana, Romualdo Fuentes, Gregorio Romero, Silvano Duarte, F. Ayala.

El decreto fue pasado al ejecutivo, que lo aprobó el mismo 30 de agosto de 1897; los miembros del gabinete de Reina Barrios que firmaron fueron:
- Presidente: José María Reina Barrios
- Ministro de Gobernación y Justicia: Manuel Estrada Cabrera
- Ministro de Hacienda y Crédito Público: J. M. González.
- Ministro de Relaciones Exteriores: Jorge Muñoz
- El viceministro de Instrucción Pública: Ramón Aceña
- El viceministro de Fomento: José D. Moran.
- Subsecretario de Guerra: V. Orantes.[44]

## Otras consituciones políticas de Guatemala
Las Constituciones que han regido en Guatemala son las siguientes:
| Fecha de vigencia   | Constitución                                                                                                   | Gobierno | Texto en que se puede consultar |
| ------------------- | --- | --- | --- |
| 1808-1812           | Constitución de Bayona 1808                                                                                    | Capitanía General de Guatemala | Corte de Constitucionalidad de Guatemala. «Digesto Constitucional». Biblioteca del Organismo Judicial de Guatemala (Guatemala). Archivado desde el original el 18 de agosto de 2016. Consultado el 15 de febrero de 2017.                                                                                          |
| 1812-1821           | Constitución de 1812                                                                                           | Capitanía General de Guatemala | Corte de Constitucionalidad de Guatemala. «Digesto Constitucional». Biblioteca del Organismo Judicial de Guatemala (Guatemala). Archivado desde el original el 18 de agosto de 2016. Consultado el 15 de febrero de 2017.                                                                                          |
| 1823-1824           | Bases de Constitución Federal de 1823                                                                          | Estado de Guatemala tras la Independencia de Centroamérica                                                                                               | Pineda de Mont, Manuel (1869). Recopilación de las leyes de Guatemala, 1821-1869 I. Guatemala: Imprenta de la Paz en el Palacio. |
| 1824-1840           | - Constitución de la República Federal de Centroamérica de 1824 - Constitución del Estado de Guatemala de 1825 | Estado de Guatemala tras la Independencia de Centroamérica                                                                                               | Pineda de Mont, Manuel (1869). Recopilación de las leyes de Guatemala, 1821-1869 I. Guatemala: Imprenta de la Paz en el Palacio. |
| 1851-1871           | Acta Constitutiva de la República de Guatemala de 1851                                                         | Gobierno conservador de los 30 años dirigido por el capitán general Rafael Carrera tras la creación de la República de Guatemala el 21 de marzo de 1847. | Asamblea Nacional Constituyente (19 de octubre de 1851). «Acta Constitutiva de la República de Guatemala». Asamblea Constituyente de Guatemala (Guatemala). Archivado desde el original el 22 de agosto de 2016. Consultado el 15 de febrero de 2017.                                                              |
| 1879-1920 1922-1944 | Ley Constitutiva de la República de Guatemala de 1879                                                          | Gobiernos liberales desde Justo Rufino Barrios hasta Manuel Estrada Cabrera                                                                              | Asamblea Nacional Constituyente (1899). Ley constitutiva de la República de Guatemala decretada por la Asamblea Nacional Constituyente el 11 de diciembre de 1879 y reformada por el mismo Alto Cuerpo en 5 de noviembre de 1887 y 30 de agosto de 1897; para uso de las escuelas. Guatemala: Tipografía Nacional. |
| 1921                | Constitución de la República Federal de Centroamérica de 1921                                                  | Efímero gobierno de Carlos Herrera y Luna | Corte de Constitucionalidad de Guatemala. «Digesto Constitucional». Biblioteca del Organismo Judicial de Guatemala (Guatemala). Archivado desde el original el 18 de agosto de 2016. Consultado el 15 de febrero de 2017.                                                                                          |
| 1945-1954           | Constitución de Guatemala de 1945                                                                              | Gobiernos revolucionarios tras Revolución de Octubre | Corte de Constitucionalidad de Guatemala. «Digesto Constitucional». Biblioteca del Organismo Judicial de Guatemala (Guatemala). Archivado desde el original el 18 de agosto de 2016. Consultado el 15 de febrero de 2017.                                                                                          |
| 1956-1963           | Constitución de Guatemala de 1956                                                                              | Gobiernos liberacionistas tras derrocamiento del gobierno de Jacobo Arbenz Guzmán                                                                        | Asamblea Constituyente (1956). Constitución de la República de Guatemala. Guatemala: Asamblea Nacional Constituyente. |
| 1965-1982           | Constitución de Guatemala de 1965                                                                              | Gobiernos militares tras golpe de Estado contra Miguel Ydígoras Fuentes                                                                                  | Corte de Constitucionalidad de Guatemala. «Digesto Constitucional». Biblioteca del Organismo Judicial de Guatemala (Guatemala). Archivado desde el original el 18 de agosto de 2016. Consultado el 15 de febrero de 2017.                                                                                          |
| 1985-presente       | Constitución de Guatemala de 1985                                                                              | Gobiernos democráticos tras golpes de estado de 1982 y 1983                                                                                              | Asamblea Constituyente (1985). Constitución Política de la República de Guatemala. Guatemala: Gobierno de Guatemala. Archivado desde el original el 2 de febrero de 2016. |